# Elsa del Campillo
Elsa María Antonieta Masriera del Campillo, más conocida como Elsa del Campillo (Chile, 16 de agosto de 1912-Buenos Aires, Argentina, 28 de diciembre de 2009), fue una actriz chilena que realizó su carrera como actriz en Argentina.

## Biografía
Hija de la actriz Sara Barrié y hermana de Alicia Barrié, Elsa del Campillo inició su carrera con un breve rol en el cine mudo en la ciudad de Antofagasta en el norte de Chile con la película "Madre sin saberlo" en 1927, para luego debutar en 1940 en Un señor mucamo, con dirección del reconocido compositor Enrique Santos Discépolo y guion de Abel Santa Cruz. Auspiciada por la compañía Establecimientos Filmadores Argentinos, en 1941 se estrenó: Papá tiene novia, con Amanda Ledesma, que fue un éxito para la época. Tras un corto paréntesis, fue convocada en 1947 para actuar dos veces: en uno de ellos interpretó a Condesa Olga Sukarev (El precio de una vida); y un año después a Felicidad en "María de los Ángeles", con la protagonización estelar de Mecha Ortiz. La trama habla sobre una mujer noble que salva de la muerte a un soldado casándose con él durante la Guerra de la Independencia Argentina, siendo dirigida por Ernesto Arancibia, que comenzaba a desempeñarse como director luego de varios años como productor.
En 1949 reemplazó en algunas escenas a su hermana, Alicia Barrié, en Miguitas en la cama, película poco recordada con libretos de Sixto Pondal Ríos y Carlos A. Olivari, que trabajaron mucho tiempo juntos. También incursionó en drama, como en Martín pescador (1951), con Beatriz Taibo y Enrique Serrano, de la cual se había diseñado un título alternativo: La biografía de un ilustre conocido. 
Volvió a adquirir popularidad recién a mediados de los 1950 con La mujer desnuda, prohibida para menores de 18 años y basada en una comedia de Gabor von Vaszari, haciendo un papel de apoyo con Nelly Láinez y en Amor prohibido, exitosa película de 1955 con Zully Moreno, que se estrenó tres años después alternando géneros como el drama y el romance. Además, desarrolló una buena carrera teatral, como el espectáculo revisteril Apaga luz, mariposa, apaga luz, llevada a cabo en el Teatro Maipo con Alberto Anchart  en 1943 o incluso, trabajó en el Teatro Casino y Comedia.
En su carrera no realizó ningún protagónico ni alcanzó la estelaridad de su hermana, pero se destacó por su refinamiento y elegancia que la hicieron famosa. Tras contadas apariciones públicas, se alejó de la actividad artística y en 1973, tras décadas sin hacer cine, realizó su última intervención cinematográfica en Luces de mis zapatos, de Luis Puenzo, protagonizada por Pipo Pescador. A su vez en esta década apareció en varios comerciales de televisión, que fueron sus últimos trabajos. Luego, se la pudo ver públicamente en contadas ocasiones.
Retirada de la actividad, estuvo casada con el actor Clemente José Canosa (1915-2002) hasta su muerte.

## Filmografía
- Luces de mis zapatos (1973)
- Amor prohibido (1958)
- La mujer desnuda (1955)
- La vida de una mujer (1951)
- Martín Pescador (1951)
- Sacachispas (1950)
- Miguitas en la cama (1949)
- María de los Ángeles (1948)
- El precio de una vida (1947)
- El último guapo (1947)
- Papá tiene novia (1941)
- Un señor mucamo (1940)

## Teatro
- De París llegó el desnudo
- El folies se hizo porteño